# Анисимов, Николай Павлович
Николай Павлович Анисимов (1896—1981) — советский военачальник, генерал-майор (14 октября 1942).

## Биография
Родился 28 августа 1896 года в Москве.
В 1912 году окончил 4-классное коммерческое училище в Москве и работал конторщиком, а с декабря 1914 года — помощником бухгалтера.
В Русской императорской армии служил с января 1916 по февраль 1918 года. Был участником Первой мировой войны — в январе 1916 года был призван на военную службу и направлен в 82-й пехотный запасной батальон. 15 апреля 1916 года батальон был переформирован в 82-й пехотный запасной полк в составе 41-й пехотной запасной бригады. Через месяц, окончив курс учебной команды, Николай Анисимов был произведен в ефрейторы. В конце января 1917 года произведен в младшие унтер-офицеры, а в феврале откомандирован в распоряжение заведующего киевскими школами подготовки прапорщиков пехоты, где был зачислен юнкером в 4-ю Киевскую школу прапорщиков. Окончив в конце июня 1917 года школу, был произведен в прапорщики и служил младшим офицером в 251-м пехотном запасном полку в Москве, откуда после Октябрьской революции был демобилизован. С февраля 1918 года работал помощником бухгалтера на складе Высшего совета народного хозяйства в Москве.

### Гражданская война
Участник Гражданской войны в России. 5 февраля 1919 года был мобилизован в РККА и назначен командиром взвода в отряд особого назначения 9-й армии Южного фронта. В июне этого же года после перенесенного тифа убыл в отпуск. После выздоровления в сентябре 1919 года был назначен командиром взвода курсов комсостава РККА при 16-й армии Западного фронта. С июня 1920 года Анисимов командовал ротой в Западной пехотной школе комсостава Западного фронта. В марте 1921 года в составе сводного батальона курсантов принимал участие в подавлении Кронштадтского мятежа.

### Межвоенное время
После Гражданской войны Николай Анисимов продолжал командовать курсантской ротой в Западной пехотной школе. С сентября 1923 по август 1924 года находился на учёбе в Московской высшей военно-педагогической школе, откуда вернулся в Западную пехотную школу и был назначен командиром батальона. С октября 1926 года проходил службу в качестве помощника командира полка по строевой части в 86-м стрелковом полку 29-й стрелковой дивизии, а с октября 1927 года — в 109-м стрелковом полку 37-й стрелковой дивизии. С декабря 1928 по август 1929 года учился на курсах «Выстрел», по завершении которых был  направлен в Белорусский военный округ помощником командира по строевой части 11-го стрелкового полка 4-й стрелковой дивизии. С октября 1929 года служил в той же должности в 23-м стрелковом полку 8-й стрелковой дивизии. С февраля 1930 года Анисимов исполнял должность помощника начальника отдела боевой подготовки штаба Белорусского военного округа, а в декабре 1931 года был назначен командиром и комиссаром 6-го стрелкового полка 2-й Белорусской стрелковой дивизии. С апреля 1936 года — помощник командира 4-й стрелковой дивизии. В январе 1937 года был переведен начальником 2-го отдела штаба Белорусского военного округа. Принимал участие в Советско-финляндской войне 1939-1940 годов, находясь в 15-й армии Северо-Западного фронта, где занимал должность начальника оперативного отдела штаба армии. По окончании боевых действий продолжал службу в должности начальника оперативного отдела штаба этой же армии, а в декабре 1940 года был переведен начальником отдела боевой подготовки штаба Западного военного округа.

### Великая Отечественная война
Участник Великой Отечественной войны с самого её начала. 28 июня 1941 года в звании полковника Н. П. Анисимов был назначен начальником штаба Западного военного округа. С 25 июля управление округа было подчинено командующему войсками Западного фронта. С 5 августа по 20 сентября 1941 года Анисимов временно исполнял должность командующего войсками округа до его расформирования. С конца сентября по октябрь этого же года Анисимов находился в резерве фронта, затем был назначен начальником штаба 31-й армии Западного фронта. С ноября 1941 года командовал 3-й Московской дивизией народного ополчения, принимал с ней в битве за Москву. Затем дивизия была преобразована в 130-ю стрелковую и вошла в состав 3-й ударной армии Калининского фронта. В феврале 1942 года в составе 34-й армии Северо-Западного фронта дивизия принимала участие в Демянской наступательной операции. В сентябре 1942 года Н. П. Анисимов был назначен заместителем командующего 1-й ударной армией Северо-Западного фронта. Однако за проявленную нерешительность при управлении войсками армии в боевых действиях, 24 января 1943 года был освобожден от должности и назначен временно исполняющим должность командира 7-й гвардейской стрелковой дивизии. В августе за невыполнение дивизией боевой задачи переведен на должность командира 391-й стрелковой дивизии. В октябре 1943 года генерал-майор Н. П. Анисимов был назначен начальником Управления учебных частей Главного управления формирования и укомплектования войск Красной армии, а с декабря исполнял должность заместителя начальника Управления запасных и учебных частей этого же управления. С конца апреля 1945 года он командовал 30-й учебной стрелковой Ивановской дивизией.

### После войны
После окончания войны, с июня 1945 года, Николай Павлович Анисимов занимал должность начальника 1-го отдела Управления военно-учебных заведений Главного управления кадров НКО. С сентября 1947 года был зачислен слушателем курсов усовершенствования командиров стрелковых дивизий при Военной академии им. М. В. Фрунзе, после окончания которых с декабря 1949 года продолжил службу в Управлении военно-учебных заведений стрелковых войск начальником 2-го и 1-го отделов; с мая 1952 года был заместителем начальника управления (с мая 1953 года — в составе Главного управления боевой подготовки Сухопутных войск).
17 октября 1958 года был уволен в отставку по болезни. Умер 5 февраля 1981 года в Москве.

## Награды
- Был награждён орденом Ленина, пятью орденами Красного Знамени, орденом Красной Звезды, медалями, а также иностранным орденом.